# Кургеницы
Кургеницы — деревня в составе Великогубского сельского поселения Медвежьегорского района Республики Карелия, комплексный памятник истории.

## Общие сведения
Расположена на острове Большой Клименецкий в северной части Онежского озера.

## История

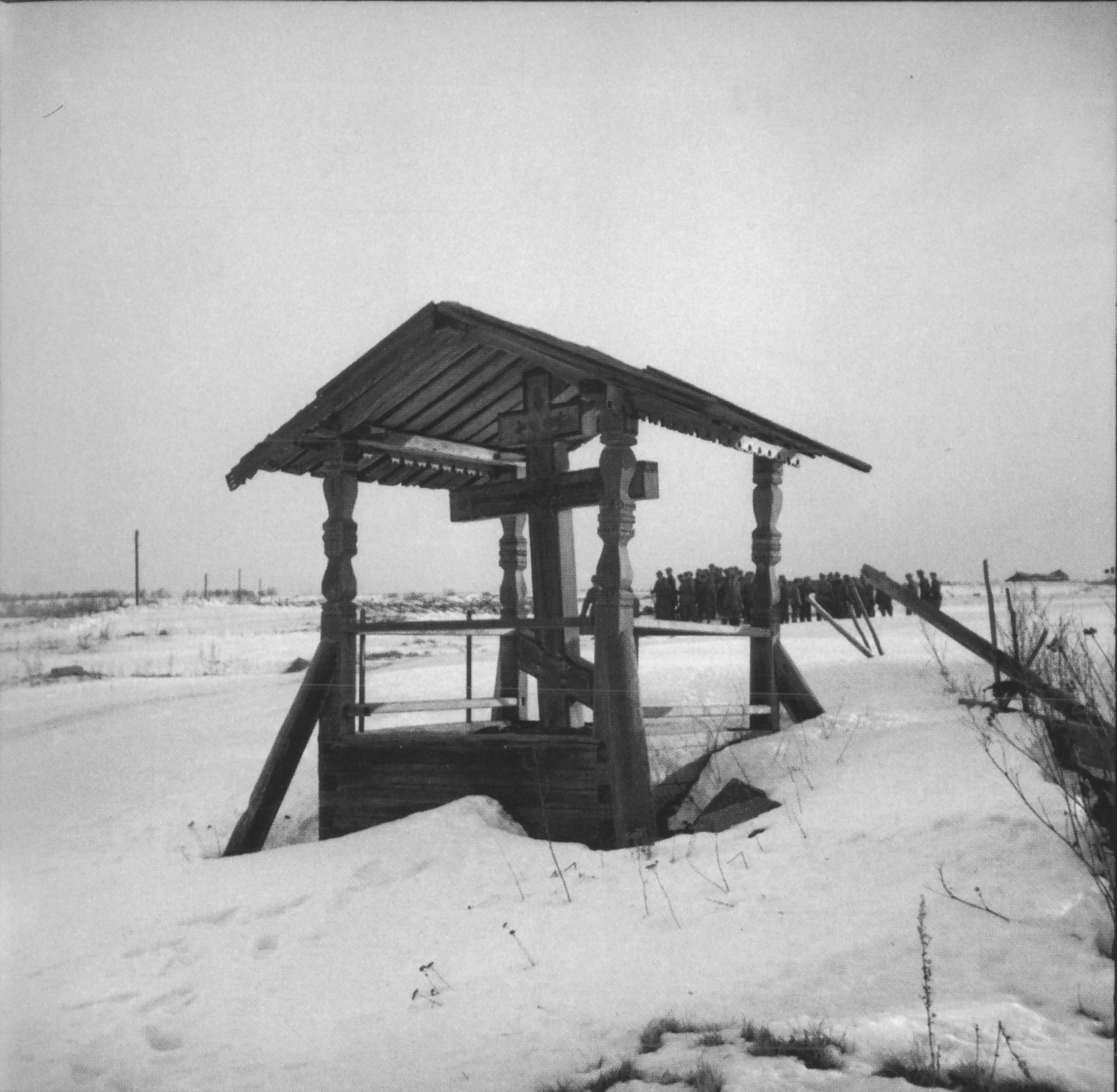
Утраченный поклонный крест в 1943 году

По сведениям на 1911 год в Кургеницах действовало земское училище.
Сохраняется памятник истории — братская могила советских партизан, погибших в январе 1942 года в ходе рейда на оккупированную финскими войсками территорию. В могиле захоронено 12 бойцов 1-й партизанской бригады.
В деревне существовали традиционная для Заонежья деревянная часовня, освящённая в честь положения пояса Пресвятой Богородицы, и поклонный крест, которые однако не сохранились к концу XX века.
В 2022 году в рамках проекта «Этноархитектура Фенноскандии в XXI веке» было выполнено обследование, фотофиксация и лазерное сканирование деревни. Полученные результаты, а также архивные материалы Ларса Петтерссона позволили создать 3D-модель утраченных построек деревни. На основе этой 3D-модели была создана копия утраченного поклонного креста. Плотницкие работы осуществлялись волонтерами Фонда поддержки научных, образовательных и культурных инициатив «Траектория». Последующая резьба на кресте выполнялась добровольцами проекта «Общее Дело. Возрождение деревянных храмов Севера» под руководством сотрудников музея «Кижи» и специалистов Всероссийского центра сохранения деревянного зодчества им. В. С. Рахманова. Крест установлен и освящён в июне 2023 года.

## Население
Численность населения в 1905 году составляла 216 человек.
| 2002 | 2010 | 2013 |
| ---- | ---- | ---- |
| 6    | ↘4   | ↘2   |

## Интересные факты
Крестьянин деревни Кургеницы Ефим Гаврилович Рисанов, участник Русско-японской войны, рядовой Елецкого 33-го пехотного полка, был награждён знаком отличия военного ордена Святого Георгия 4-й степени.